# Grand Prix Penya Rhin
Grand Prix Penya Rhin, oficj. Penya Rhin Grand Prix – wyścig samochodowy, odbywający się w latach 1916-1919, 1921-1923, 1933-1936, 1946, 1948, 1950, 1954 na trzech różnych torach: Vilafranca, Montjuïc Circuit i Pedralbes Circuit.

## Zwycięzcy
| Rok        | Kierowca            | Konstruktor    | Tor            |                |
| ---------- | ------------------- | -------------- | -------------- | -------------- |
| 1954       | François Picard     | Ferrari        | Pedralbes      |                |
| 1953- 1951 | Nie rozgrywano      | Nie rozgrywano | Nie rozgrywano | Nie rozgrywano |
| 1950       | Alberto Ascari      | Ferrari        | Pedralbes      |                |
| 1949       | Nie rozgrywano      | Nie rozgrywano | Nie rozgrywano | Nie rozgrywano |
| 1948       | Luigi Villoresi     | Maserati       | Pedralbes      |                |
| 1947       | Nie rozgrywano      | Nie rozgrywano | Nie rozgrywano | Nie rozgrywano |
| 1946       | Giorgio Pelassa     | Maserati       | Pedralbes      |                |
| 1945- 1937 | Nie rozgrywano      | Nie rozgrywano | Nie rozgrywano | Nie rozgrywano |
| 1936       | Tazio Nuvolari      | Alfa Romeo     | Montjuïc       |                |
| 1935       | Luigi Fagioli       | Mercedes-Benz  | Montjuïc       |                |
| 1934       | Achille Varzi       | Alfa Romeo     | Montjuïc       |                |
| 1933       | Juan Zanelli        | Alfa Romeo     | Montjuïc       |                |
| 1932- 1924 | Nie rozgrywano      | Nie rozgrywano | Nie rozgrywano | Nie rozgrywano |
| 1923       | Albert Divo         | Talbot         | Villafranca    |                |
| 1922       | Kenelm Lee Guinness | Talbot         | Villafranca    |                |
| 1921       | Pierre De Vizcaya   | Bugatti        | Villafranca    |                |
| 1920       | Nie rozgrywano      | Nie rozgrywano | Nie rozgrywano | Nie rozgrywano |
| 1919       | Santiago Soler      | David-MAG      | Villafranca    |                |
| 1918       | Joaquín Cortes      | Ideal          | Villafranca    |                |
| 1917       | Sebastián Nadal     | Ideal          | Villafranca    |                |
| 1916       | José María Moré     | David-MAG      | Villafranca    |                |